# Coelachyrum
Coelachyrum  Hochst.& Nees é um género botânico pertencente à família Poaceae, subfamília Chloridoideae, tribo Eragrostideae.
Suas espécies ocorrem na África e Ásia.

## Sinônimos
- Coelachyropsis Bor
- Coelochloa Steud. (SUI)
- Cypholepis Chiov.

## Espécies
- Coelachyrum annuum Cope & Boulos
- Coelachyrum brevifolium Hochst. & Nees
- Coelachyrum indicum Hack.
- Coelachyrum induratum Pilger ex Schwartz
- Coelachyrum lagopoides (Burm. f.) Senaratna
- Coelachyrum longiglume Napper
- Coelachyrum oligobrachiatum A. Camus
- Coelachyrum piercei (Benth.) Bor
- Coelachyrum poiflorum Chiov.
- Coelachyrum stoloniferum C.E. Hubb.
- Coelachyrum yemenicum (Schweinf.) S.M. Phillips